# Кабо-вердианская организованная преступность
К организованной преступности Кабо-Верде относятся различные преступные организации, действующие в общинах выходцев с Кабо-Верде. Сами по себе острова Зелёного Мыса не служат важными центрами преступной деятельности, но возросшее значение Кабо-Верде как перевалочного пункта в западноафриканской торговле кокаином, а также существование значительных общин кабовердцев в Новой Англии, нидерландском портовом городе Роттердам, а также в некоторых городах Португалии, Франции и Швейцарии, привело к появлению кабо-вердианских преступных группировок, активно вовлечённых в международную торговлю наркотиками, в дополнение с другими видами преступной деятельности. Кабо-вердианская организованная преступность преимущественно представлена в виде множества уличных банд разного уровня организации и сложности.

## Кабо-Верде в мировой наркоторговле
Западная Африка страдает от целого ряда видов незаконной деятельности, связанных с морем или перемещением по нему, таких как торговля людьми, контрабанда стрелкового оружия и наркотиков, незаконный рыбный промысел и пиратство. Во всё более глобализирующемся мире это уже начинает представлять угрозу безопасности и стабильности уже и на мировом уровне, вызывая серьёзные проблемы у международного сообщества, прежде всего у ЕС и США. Эта незаконная деятельность, в частности, наркоторговля, является основным источником дохода для наркокартелей Латинской Америки. В связи с ростом влияния нигерийских преступных группировок, вышедших на международный уровень, в первую очередь колумбийские картели начали искать дополнительные перевалочные пункты, удобные для незаконного оборота наркотиков. Ими стали такие страны Западной Африки, как Гвинея-Бисау и Кабо-Верде, при этом вторая обладает значительной диаспорой, проживающей за рубежом.
Кабовердцы, совершавшие преступления в США и Европе и депортируемые обратно на родину, нередко оказывались причастными к контрабанде наркотиков на островах. Это обстоятельство, в свою очередь, давало им возможность становиться посредниками между южноамериканскими наркокартелями и членами зарубежных кабо-вердианских группировок.

## Международная деятельность
Районы со значительным количеством выходцев с Кабо-Верде зачастую служат домом для местных уличных банд или группировок. Некоторые из них благодаря семейным или общественным связям имеют контракты с перевозчиками наркотиков с самих островов Кабо-Верде, что помогает им ввозить наркотики, особенно кокаин, в страны, в которых они живут.

### Бельгия
Кабо-вердианские банды активны на юго-востоке Бельгии, особенно в провинции Люксембург. Наиболее известным местом их деятельности является город Ату, где они контролируют незаконный оборот наркотиков и проституцию.

### Франция
Общины кабовердцев существуют в нескольких пригородах Парижа, некоторые из которых служат домом для местных банд. Последние среди прочего занимаются ввозом наркотиков крупными партиями, а также их оптовым и розничным распространением.

### Нидерланды
В Нидерландах выходцы с Кабо-Верде в наибольшем количестве проживают в портовом городе Роттердам. В то время как в нидерландском сообществе кабовердцев в целом не стоит проблема с уличными бандами, некоторые преступники из числа местных кабовердцев сотрудничают с нидерландскими антильскими преступными организациями. Их незаконная деятельность преимущественно связана с ввозом наркотиков крупными партиями, их распространением среди местных, отмыванием денег и убийствами. Местные банды также активно занимаются вымогательством денег у наркоперевозчиков, что однажды привело к резонансному случаю, известному как «убийства в роттердамском кафе» в 2005 году, когда несколько человек, в том числе невинные жертвы, были убиты тремя местными профессиональными преступниками-выходцами с Кабо-Верде. Мотивом предположительно послужил спор между тремя убийцами и владельцем бара из-за наркотиков и несанкционированного убийства на территории самого Кабо-Верде.

### Португалия
Банды кабовердцев служат одними из самых важных поставщиков наркотиков в Португалию. Пользующийся дурной славой лиссабонский район Кова-да-Моура с большой диаспорой кабовердцев служит ареной соперничества местных преступных группировок, борющихся за контроль над торговлей наркотиками и рэкетом в городе.

### Швейцария
Небольшой швейцарский город Мартиньи служит домом и местом соперничества для двух основных преступных организаций: одной албанской банды и группировки, состоящей из выходцев с Кабо-Верде. Они традиционно борются друг с другом за монополию на незаконный оборот наркотиков и другую преступную деятельность в кантоне Вале. Иногда эта конкуренция приводила к перестрелкам между двумя этими сторонами и даже убийствам.

### США
Регион Новой Англии в США, особенно города Бостон и Броктон (штат Массачусетс) и штат Род-Айленд, служат домом для значительной общины выходцев с Кабо-Верде. В некоторых районах этого региона обитают уличные банды. Эти банды иногда сотрудничают, но также часто соперничают друг с другом, что приводит к убийствам и ожесточённым столкновениям из-за территории.
Уровень организации и изощрённости варьируется: некоторые банды редко выходят за рамки местных преступлений и торговли наркотиками, в то время как некоторые другие участвуют в крупномасштабных схемах по незаконному обороту наркотиков, а также в вымогательстве, отмывании денег и силовой поддержке местных активных банд американской мафии.